# کمال کرینچسیز
کمال کرینچسیز (به ترکی استانبولی: Kemal Kerinçsiz)  (متولد ۲۰ فوریه ۱۹۶۰، در ادرنه ، ترکیه) یک وکیل ملی گرای ترکیه‌ای است که به دلیل شکایت علیه بیش از ۴۰ روزنامه نگار و نویسنده ترک (از جمله اورهان پاموک ، الیف شافاک ،   و مرحوم هرانت دینک  ) به دلیل « ترک بودن » مشهور است. او ریاست اتحادیه بزرگ حقوقدانان   Büyük (ترکی: Hukukçular Birliği) را بر عهده دارد که مسئول اکثر محاکمات ماده ۳۰۱ است. 
در ۵ اوت ۲۰۱۳، کرینچسیز به عنوان بخشی از محاکمه ارگنکون به حبس ابد تشدیدکننده محکوم شد.  او همراه با چند مظنون دیگر در مارس ۲۰۱۴ آزاد شد. 